# 述律平
述律平（879年10月19日—953年8月1日），小字月里朵，蕭氏，遼太祖耶律阿保機皇后。

## 生平
她为回鹘人（或契丹人）述律糯思之后，父亲述律婆姑。《辽史》称其母为“匀德恝王女”，即耶律匀德实之女，耶律撒剌的姐妹，耶律阿保機的姑姑。述律平有异母兄蕭敵魯。她生于契丹右大部，“简重果断，有雄略”。899年或900年，生下丈夫的长子耶律倍。后有两子耶律德光、耶律李胡。耶律德光將述律氏（回鶻姓氏）賜姓蕭氏。
丈夫耶律阿保機在907年称“天皇帝”，建立契丹国，群臣上尊號稱她為「地皇后」。到了神冊元年（916年），又加稱為「應天大明地皇后」。耶律阿保機曾經前往攻擊党項，而黃頭、臭泊兩個室韋部落的家族要偷襲阿保機。述律皇后得知，便率軍奮擊並大破敵軍，從此威震四方。
當時李存勗想要向他們結援，便以叔母之禮事述律皇后。幽州的劉守光也派韓延徽來求援，但不向他們跪拜，耶律阿保機大怒，將韓延徽留下來牧馬。皇后說：「此人守節不屈，是個賢人，應該以禮相待。」耶律阿保機遂召韓延徽前來相談，將他當做參謀。日後關於遼國的軍政，述律皇后皆佔有很大的地位。而平定渤海國，皇后也頗有功勞。
耶律阿保機逝世後，述律皇后稱制攝政，掌理軍事與國事。耶律阿保機要下葬時，曾想殉死，經眾人勸阻後，她砍下自己的右手，裝入耶律阿保機的棺木裡，作為陪葬。另说，述律皇后在耶律阿保機去世后，曾以殉葬之名，先后除去耶律阿保機的大臣。赵思温拒绝陪葬，反问述律皇后为何不殉葬，述律皇后则断腕陪葬。在述律皇后的暗示下，群臣推举耶律德光为帝。耶律德光即位後，尊她為應天皇太后。會同初年又上尊號為「廣德至仁昭烈崇簡應天皇太后」。
起初，耶律阿保機認為耶律德光可以興遼國，於是述律平也支持讓耶律德光繼承，而原本的皇太子耶律倍便成為東丹王。耶律德光即位後，耶律倍避走後唐。947年耶律德光過世後，耶律倍的兒子耶律阮自立為帝。述律太后派自己最心愛的幼子耶律李胡去討伐，但是耶律李胡戰敗，太后遂要親自率軍出擊。後經耶律屋質進諫，才讓太后打消此意。事後，太后被送到祖州軟禁。耶律阮正式即位，也就是历史上的辽世宗。
世宗死后，太宗子耶律璟也继位为辽穆宗，故太后先后成为世宗、穆宗两位皇帝的在世祖母，但两位皇帝都因她意在耶律李胡而记恨，不仅没有解除对她的软禁，也没有尊她为太皇太后。
辽穆宗应历三年六月十九日（953年8月1日），太后以七十五歲之齡過世，與耶律阿保機合葬於祖陵，諡貞烈皇后，後來改諡為淳欽皇后。

## 延伸阅读
[在维基数据编辑]
 《辽史卷七十一》，出自脱脱《遼史》